# Jožef Resen
Jožef Resen, italijanski salezijanski duhovnik in pedagog slovenskega rodu, * 4. september 1899, Gorica, † 21. december 1976, Novara.

## Življenje in delo
Rodil se je v družini trgovca s tekstilom Ferdinanda in gospodinje Jožefe Resen rojene Kapferer.
Ljudsko šolo je obiskoval v rojstnem kraju in bil gojenec v salezijanskem zavodu sv. Alojzija, za katerega ustanovitev leta 1905 se je trudil tudi njegov očee. Ko je Kraljevina Italija vstopila v 1. svetovno vojno se je družina preselila v Ljubljano, kjer je postal gojenec salezijanskega zavoda na Rakovniku in v mestu obiskoval nemško gimnazijo. V Ljubljani se je odločil za družbo sv. Janeza Boska ter leta 1918 začel noviciat v Veržeju, naslednje leto pa postal salezijanec. Višjo gimnazijo je končal v misijonskem zavodu »Missionshaus Mariannhill« pri Dunaju (danes Don Bosco Gymnasium Unterwaltersdorf) . Leta 1920 je odšel v Torino, kjer je delal pri nemški izdaji Salezijanskega vestnika in bil vzgojitelj v raznih zavodih salezijanske družbe. Študij bogoslovja je končal v Torinu in bil 10. julija 1928 
posvečen v mašnika. Že v času študija se je usposabljal tudi za pedagoško delo, kateremu je nato posvetil večino svojega življenja. Na salezijanskih zavodih po raznih krajih Italije je učil italijanščino, latinščino, grščino ter zgodovino in zemljepis. V petdesetih letih pedagoškega dela je številnim dijakom poleg znanja posredoval tudi temeljne človeške vrednote. 